# تیم ملی فوتبال یمن
تیم ملی فوتبال یمن (عربی: منتخب اليمن الوطني لكرة القدم) نماینده کشور یمن در مسابقات بین‌المللی و آسیا است که زیر نظر فدراسیون فوتبال یمن فعالیت می‌کند.
اولین بازی رسمی این تیم در تاریخ ۵ سپتامبر ۱۹۶۵ میلادی در برابر تیم ملی فوتبال سودان برگزار شده‌است.
از سال ۲۰۱۱، با شروع بحران یمن و در سال ۲۰۱۵ با جنگ داخلی یمن، تیم ملی فوتبال یمن و همچنین انجمن فوتبال آن کشور، قادر به انجام درست نبوده و از این رو رشد فوتبال یمن به خاطر مسائل کشور متوقف شد. با همین حال، یمن توانست برای اولین بار در سال ۲۰۱۹ در جام ملت‌های آسیا حضور یابد.
یمن در اولین حضور خود در جام ملت‌های آسیا در سال ۲۰۱۹ در استادیوم محمد بن زاید ابوظبی در اولین بازی خود مقابل تیم ملی ایران با نتیجه ۵–۰ شکست خورد.